# Euvrilletta xyletinoides
Euvrilletta xyletinoides är en skalbaggsart som beskrevs av Henry Clinton Fall 1905. Euvrilletta xyletinoides ingår i släktet Euvrilletta och familjen trägnagare. Inga underarter finns listade i Catalogue of Life.